# Ascochilus fasciculatus
Ascochilus fasciculatus är en orkidéart som först beskrevs av Cedric Errol Carr, och fick sitt nu gällande namn av Leslie Andrew Garay. Ascochilus fasciculatus ingår i släktet Ascochilus och familjen orkidéer. Inga underarter finns listade i Catalogue of Life.